# د. جاي فليك
د. جاي فليك (بالإنجليزية: D. J. Flick)‏ هو لاعب كرة قدم أمريكية ولاعب كرة قدم كندية أمريكي، ولد في 27 أبريل 1980 في مونتجومري في الولايات المتحدة.